# Martin Cecil (7e marquis d'Exeter)
William Martin Alleyne Cecil, 7e marquis d'Exeter (27 avril 1909 - 12 janvier 1988) titré « Lord Martin Cecil » (entre 1909 et 1981) est un homme politique, militaire et pair anglo-canadien.

## Biographie
Cecil est le deuxième fils de William Cecil (5e marquis d'Exeter) et de sa femme, Myra Orde-Powlett.
Il épouse Edith Csanady de Telegd le 17 janvier 1934. Ils ont un enfant :
- Michael Cecil (8e marquis d'Exeter), né le 1er septembre 1935.

Il épouse ensuite Lillian Johnson le 3 septembre 1954, avec qui il a deux enfants :
- Marina June Brownlow-Cecil (née le 16 juin 1956)
- Janine Dawn Brownlow-Cecil (12 janvier 1958 - 3 mai 1958).

Cecil est un éleveur canadien de premier plan qui, à partir de 1930, travaille dans le ranch fondé par son père à 100 Mile House, en Colombie-Britannique.
En 1981, il succède à son frère aîné David Cecil, 6e marquis d'Exeter au marquisat. Son frère aîné n'a pas laissé d'héritiers mâles. William Martin Alleyne Cecil est décédé le 12 janvier 1988, à l'âge de 78 ans, et son fils unique Michael lui succède dans ses titres.
En 1954, Cecil devient le chef des émissaires de la lumière divine (en) et établit son siège à 100 Mile House, en Colombie-Britannique, passant plusieurs mois de l'année au siège international du groupe au Sunrise Ranch, Loveland, Colorado.